# John Yoo
Juan Choon Yoo (nacido el 10 de julio de 1967) es un abogado, profesor de derecho y autor coreano-estadounidense. Actualmente se desempeña como profesor de derecho en la Universidad de California en Berkeley.
Anteriormente, se desempeñó como asistente del fiscal general de los Estados Unidos, en la Oficina de Asesoría Legal del Departamento de Justicia (OLC), durante la Presidencia de George W. Bush.

## Asesor legal de Bush
Como fiscal general adjunto del gobierno de George W. Bush, Yoo se hizo conocido por sus opiniones con respecto a los Convenios de Ginebra, que intentaron legitimar la Guerra contra el terrorismo por parte de los Estados Unidos. Fue el autor de los llamados «Memorandos sobre tortura», que se refieren a la utilización de lo que la Agencia Central de Inteligencia ha llamado las técnicas de interrogatorio mejoradas, incluyendo el submarino.
En 2009, dos días después de asumir el cargo, el presidente Barack Obama, mediante la Orden Ejecutiva 13491, repudió y revocó toda la orientación jurídica sobre interrogatorios que escribieron Yoo y sus sucesores en el cargo de asesor legal, entre el 11 de septiembre de 2001 y el 20 de enero de 2009.